# Rachel Adatto
Rachel Adatto (hebr.: רחל אדטו, ang: Rachel Adato ur. 21 czerwca 1947 w Hajfie) – izraelska lekarka, prawniczka i polityk, manager w instytucjach medycznych, w latach 2009–2013 poseł do Knesetu.

## Życiorys
Urodziła się 21 czerwca 1947 w Hajfie w ówczesnym Brytyjskim Mandacie Palestyny.
Służbę wojskową odbywała jako instruktor w obozie treningowym. Uzyskała tytuł doktora nauk medycznych w Szkole Medycznej „Hadassa” Uniwersytetu Hebrajskiego w Jerozolimie. Na jerozolimskim uniwersytecie studiowała prawo oraz ukończyła także studia podyplomowe Master of Business Administration. Bakalaureat z prawa (L.L.B) uzyskała w prywatnym Ono Academic College w Kirjat Ono.
Pracowała jako lekarka specjalizująca się w ginekologii oraz problemach zdrowotnych kobiet, a następnie jako zarządzająca instytucjami medycznymi oraz przedsiębiorstwami z innych branż. Zasiadała w zarządzie szpitala uniwersyteckiego Hadassa w En Kerem. Była wiceprezesem największego jerozolimskiego szpitala – Centrum Medycznego Sza’are Cedek oraz dyrektorem Saifun Precision Instrument. Od 2004 zasiadała w Radzie Dyrektorów najstarszej izraelskiej firmy z branży ubezpieczeń Migdal Insurance and Financial Holdings.
Udzielała się w różnych organizacjach społecznych oraz prestiżowych gremiach. Od 1999 była przewodniczącą Stowarzyszenia Zdrowia Kobiet, w latach 1999–2009 była doradcą kolejnych ministrów zdrowia w zakresie problematyki zdrowia kobiet. Działała w samorządzie lokalnym Mewasseret Cijjon, była członkiem rady dyrektorów izraelskich szpitali oraz członkiem czterech izraelskich delegacji do Organizacji Narodów Zjednoczonych. W 2008 została członkiem Izraelskiej Izby Adwokackiej.
W wyborach parlamentarnych w 2009 po raz pierwszy i jedyny dostała się do izraelskiego parlamentu z listy Kadimy. W osiemnastym Knesecie przewodniczyła podkomisji związanej z sektorem ubezpieczeń, zasiadała w komisjach etyki; pracy, opieki społecznej i zdrowia oraz budownictwa. Była także rezerwowym członkiem komisji spraw zagranicznych i obrony, przewodniczyła trzem parlamentarnym grupom przyjaźni (izraelsko-bułgarskim; -nepalskim i -indyjskim), dwóm lobby oraz zasiadała w kilku komisjach wspólnych i podkomisjach. 3 grudnia 2012 znalazła się w grupie secesjonistów z Kadimy (Cippi Liwni, Jo’el Chason, Szelomo Mola, Me’ir Szitrit, Robert Tiwjajew, Madżalli Wahbi i Orit Zu’arec), którzy utworzyli nową partię Ruch pod przywództwem Cippi Liwni.. W wyborach w 2013 wystartowała z szesnastego miejsca na liście Ruchu, jednak ugrupowanie zdobyło sześć mandatów i Adatto nie uzyskała reelekcji.

## Życie prywatne
Ma dwoje dzieci. Mieszka w Mewasseret Cijjon. Poza hebrajskim posługuje się językiem angielskim.